# Crepis chondrilloides
La radicchiella del Carso (nome scientifico Crepis chondrilloides Jacq., 1762) è una pianta angiosperma dicotiledone della famiglia delle Asteraceae.

## Etimologia
L'etimologia del nome generico (Crepis) non è molto chiara. In latino Crèpìs significa pantofola, sandalo e i frutti, di alcune specie di questo genere, sono strozzati nella parte mediana ricordando così (molto vagamente) questo tipo di calzare. Inoltre lo stesso vocabolo (krepis) nell'antica Grecia indicava il legno di Sandalo e anche una pianta non identificata descritta da Teofrasto. Non è chiaro quindi, perché Sébastien Vaillant (botanico francese, 1669 - 1722) abbia scelto proprio questo nome per indicare il genere della presente specie. L'epiteto specifico (chondrilloides) deriva dal nome greco di indivia o cicoria e significa "simile alla cicoria". Chondrilla L. è un genere di piante (di un'altra tribù) simili alla cicoria.
Il binomio scientifico della pianta di questa voce è stato proposto dal medico, chimico e botanico olandese Nikolaus Joseph von Jacquin  (Leida, 16 febbraio 1727 – Vienna, 26 ottobre 1817) nella pubblicazione "Enumeratio Stirpium Pleraumque, quae sponte crescung in agro Vindobonensi" (Enum. Stirp. Vindob. App. 312) del 1762.

## Descrizione

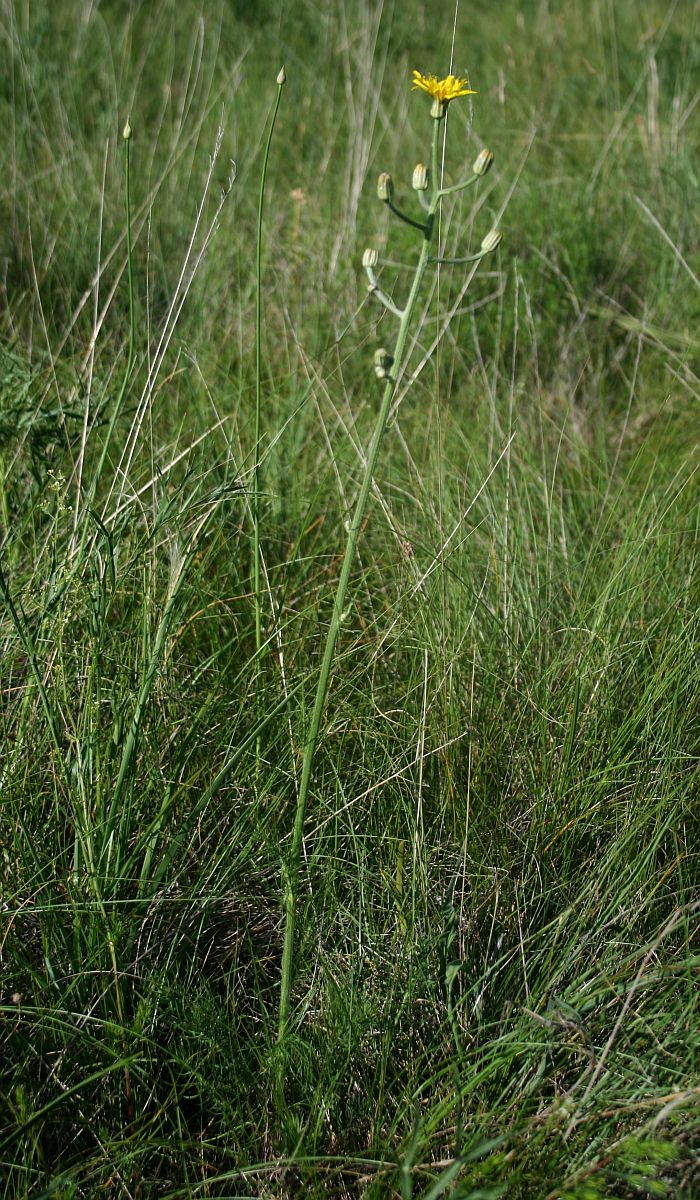
Il portamento

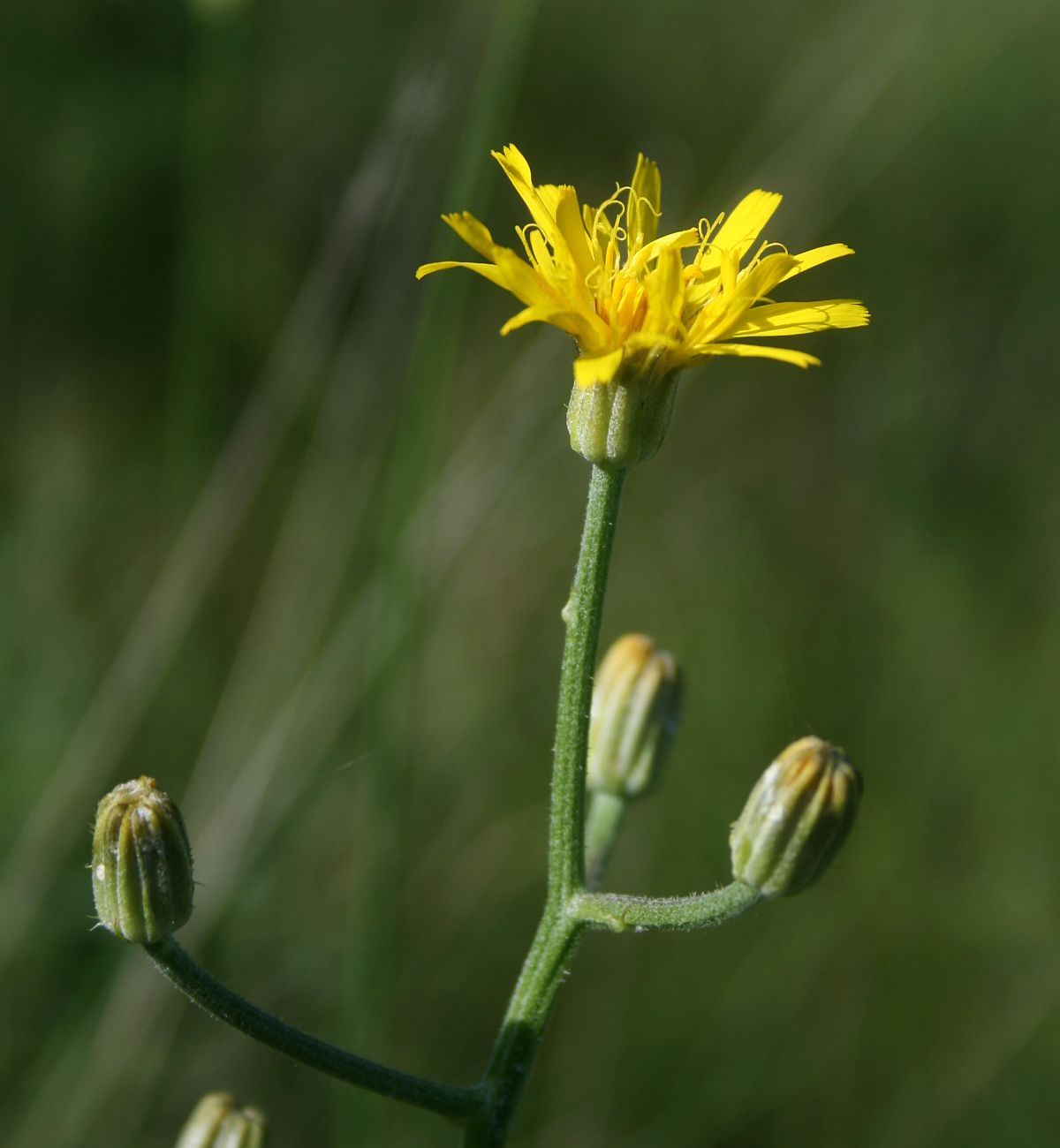
Infiorescenza

Habitus. La pianta di questa specie è una erbacea perenne. La forma biologica è emicriptofita scaposa (H scap), ossia sono piante erbacee, a ciclo biologico perenne, con gemme svernanti al livello del suolo e protette dalla lettiera o dalla neve e sono dotate di un asse fiorale eretto e spesso privo di foglie. Tutta la pianta ha un habitus ispido. Gli steli contengono abbondante latice amaro.
Radici. Le radici sono verticali e lignificate. Nella zona di giunzione con il fusto aereo il diametro del caudice è di 8 cm.
Fusto. La parte aerea del fusto è eretta, solcata e ramoso-corimbosa nella parte alta della pianta. La superficie è tomentosa o ispida. Gli scapi fiorali in genere sono cavi e afilli; possono originare direttamente dal rizoma. Queste piante arrivano ad un'altezza compresa tra 3 e 4 dm.
Foglie. Le foglie si dividono in basali e cauline.
- Foglie basali: sono picciolate e disposte in rosetta; la lamina ha un contorno di tipo lanceolato-obovato (strettamente obovato) e sono completamente divise in lacinie lineari larghe 1 – 2 mm e disposte a pettine in modo patente. Dimensione delle foglie basali: larghezza 2 – 3 cm; lunghezza 7 – 15 cm.
- Foglie cauline: sono poche (1 - 3), progressivamente minori e sessili con lacinie allungate. Quelle vicino all'infiorescenza (all'ascella delle ramificazioni) sono ridotte a delle scaglie. Le foglie lungo il caule sono disposte in modo alterno.

Infiorescenza. Le infiorescenze sono composte da numerosi capolini disposti in modo corimboso (o a racemo, o a panicolo). I capolini peduncolati sono formati da un involucro composto da brattee (o squame) disposte su 2 serie all'interno delle quali un ricettacolo fa da base ai fiori tutti ligulati. L'involucro ha una forma cilindrico-campanulata ed è bianco-pubescente. Le due serie di squame si dividono in esterne e interne; quelle esterne a forma lineare, acuminate e con margini scariosi, sono lunghe 1/4 - 1/2 delle interne più strette e con margini cigliati all'apice. Il ricettacolo è alveolato e privo di pagliette a protezione della base dei fiori. Lunghezza del peduncolo: 1 – 13 cm. Dimensioni dell'involucro: larghezza 5 – 7 mm; lunghezza 11 – 14 mm. Diametro dell'infiorescenza: 25 – 35 mm.
Fiori. I fiori (da 50 a 70 per capolino), tutti ligulati (il tipo tubuloso, i fiori del disco, presente nella maggioranza delle Asteraceae, qui è assente), sono tetra-ciclici (ossia sono presenti 4 verticilli: calice – corolla – androceo – gineceo) e pentameri (ogni verticillo ha in genere 5 elementi). I fiori sono ermafroditi, fertili e zigomorfi.
- Formula fiorale:

*/x K {\displaystyle \infty }, [C (5), A (5)], G 2 (infero), achenio
- Calice: i sepali del calice sono ridotti ad una coroncina di squame.
- Corolla: le corolle sono formate da una ligula terminante con 5 denti (è la parte finale dei cinque petali saldati fra di loro). La corolla è colorata di giallo. Lunghezza della ligula: 21 mm; larghezza della ligula: 3 mm.
- Androceo: gli stami sono 5 con filamenti liberi e distinti, mentre le antere sono saldate in un manicotto (o tubo) circondante lo stilo.[16] Le antere alla base sono acute e sono lunghe 0,8 mm. Il polline è tricolporato.[17]
- Gineceo: lo stilo è filiforme. Gli stigmi dello stilo (lunghi 3 mm e colorati di giallo) sono due divergenti e ricurvi con la superficie stigmatica posizionata internamente (vicino alla base).[18] L'ovario è infero uniloculare formato da 2 carpelli.
- Fioritura: da maggio a giugno.

Frutti. I frutti sono degli acheni senza becco evidente e con pappo. Gli acheni di colore bruno, sono fusiformi e con lunghezze da 5 a 7 mm e larghezza di 0,7 - 0,9 mm; la superficie è percorsa da 14 - 18 coste (o nervature) longitudinali terminanti in un becco appena definito. Il pappo è bianco, lungo 7 - 8,5 mm e soffice; il pappo è persistente. Gli acheni di tutta la pianta sono uniformi.

## Biologia
- Impollinazione: l'impollinazione avviene tramite insetti (impollinazione entomogama tramite farfalle diurne e notturne).
- Riproduzione: la fecondazione avviene fondamentalmente tramite l'impollinazione dei fiori (vedi sopra).
- Dispersione: i semi (gli acheni) cadendo a terra sono successivamente dispersi soprattutto da insetti tipo formiche (disseminazione mirmecoria). In questo tipo di piante avviene anche un altro tipo di dispersione: zoocoria. Infatti gli uncini delle brattee dell'involucro si agganciano ai peli degli animali di passaggio disperdendo così anche su lunghe distanze i semi della pianta.

## Distribuzione e habitat

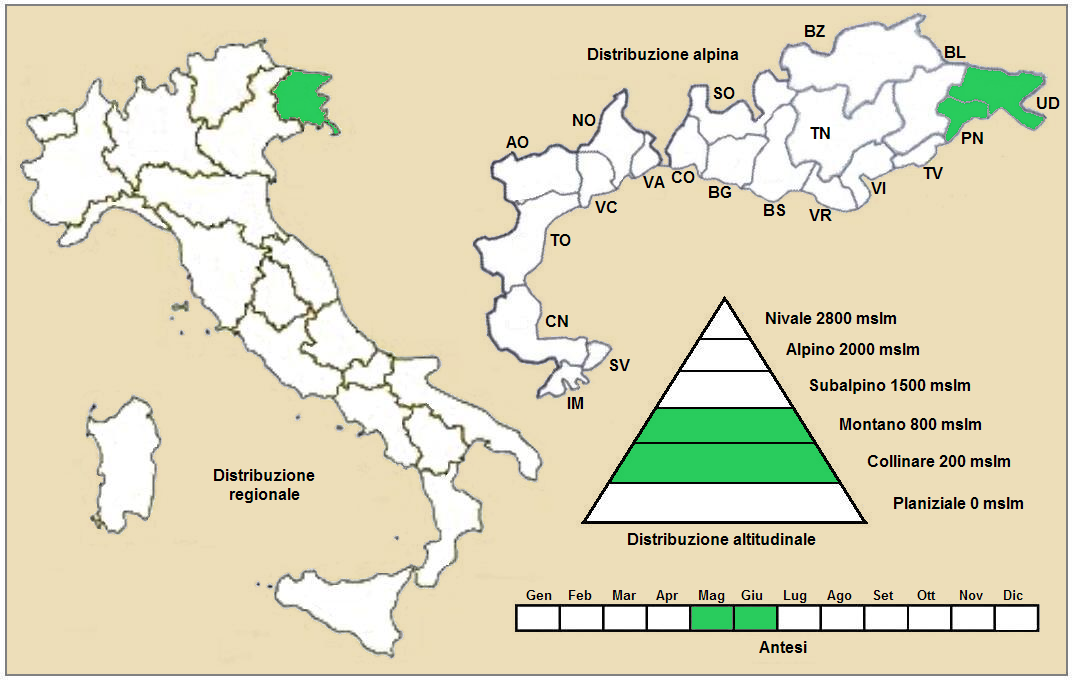
Distribuzione della pianta
(Distribuzione regionale – Distribuzione alpina)

- Geoelemento: il tipo corologico (area di origine) è Illirico - Est Alpico.
- Distribuzione: in Italia questa specie è rara e si trova all'estremo nord-est (Carso Triestino e Prealpi Friulane). Si trova inoltre nella parte adriatica della penisola Balcanica.[12]
- Habitat: l'habitat tipico sono i ghiaioni, i macereti, le rupi e i pendii sassosi; ma anche le praterie e i pascoli aridi anche pietrosi.  Il substrato preferito è calcareo con pH basico, bassi valori nutrizionali del terreno che deve essere arido.[20]
- Distribuzione altitudinale: sui rilievi queste piante si possono trovare da 100 fino a 600 m s.l.m.; frequentano quindi i seguenti piani vegetazionali: collinare e montano.

### Fitosociologia
Dal punto di vista fitosociologico alpino Crepis chondrilloides appartiene alla seguente comunità vegetale:
Formazione: delle comunità a emicriptofite e camefite delle praterie rase magre secche
Classe: Festuco-Brometea
Ordine: Scorzonero-Chrysopogonetalia
Alleanza: Saturejion subspicatae

## Tassonomia
La famiglia di appartenenza di questa voce (Asteraceae o Compositae, nomen conservandum) probabilmente originaria del Sud America, è la più numerosa del mondo vegetale, comprende oltre 23.000 specie distribuite su 1.535 generi, oppure 22.750 specie e 1.530 generi secondo altre fonti (una delle checklist più aggiornata elenca fino a 1.679 generi). La famiglia attualmente (2021) è divisa in 16 sottofamiglie.
C. chondrilloides appartiene a un genere (Crepis) abbastanza numeroso comprendente dalle 200 alle 300 specie (secondo le varie classificazioni), diffuse soprattutto nell'emisfero boreale (Vecchio Mondo), delle quali quasi una cinquantina sono proprie della flora italiana.

### Filogenesi
Il genere di questa voce appartiene alla sottotribù Crepidinae della tribù Cichorieae (unica tribù della sottofamiglia Cichorioideae). In base ai dati filogenetici la sottofamiglia Cichorioideae è il terz'ultimo gruppo che si è separato dal nucleo delle Asteraceae (gli ultimi due sono Corymbioideae e Asteroideae). La sottotribù Crepidinae fa parte del "quarto" clade della tribù; in questo clade è in posizione "centrale" vicina alle sottotribù Chondrillinae e Hypochaeridinae.
La sottotribù è divisa in due gruppi principali uno a predominanza asiatica e l'altro di origine mediterranea/euroasiatica. Da un punto di vista filogenetico, all'interno della sottotribù, sono stati individuati 5 subcladi. Il genere di questa voce appartiene al subclade denominato "Crepis-Lapsana-Rhagadiolus clade", composto dai generi Crepis L., 1753, Lapsana L., 1753 e Rhagadiolus Juss., 1789. Dalle analisi Crepis risulta parafiletico (per cui la sua circoscrizione è provvisoria).
Nella "Flora d'Italia" le specie italiane di Crepis sono suddivise in 4 gruppi e 12 sezioni in base alla morfologia degli acheni, dell'involucro e altri caratteri (questa suddivisione fatta per scopi pratici non ha valore tassonomico). La specie di questa voce appartiene al Gruppo 2 (gli acheni sono uniformi con un becco più o meno visibile o con un apice bruscamente ristretto) e alla Sezione H (gli involucri dei capolini sono lunghi 10 - 20 mm; gli acheni hanno 14 - 20 coste).
I caratteri distintivi per la specie di questa voce sono:
- le foglie sono del tipo pennatifide, divise in larghe lacinie;
- gli acheni sono uniformi con un becco più o meno visibile o con un apice bruscamente ristretto;
- gli involucri dei capolini sono lunghi 10 - 20 mm;
- gli acheni hanno 14 - 18 coste.

Il numero cromosomico della specie è: 2n = 16.

### Specie simili
Allo stesso gruppo e sezione appartengono le seguenti specie:
- Crepis lacera Ten. - Radichiella laziale: l'infiorescenza è del tipo racemoso; le squame dell'involucro sono appena pelose e quelle esterne sono lunghe meno della metà di quelle interne; i fiori ligulati sono lunghi 12 – 18 mm e sono gialli; gli acheni, bruno-rossastri, sono lunghi 4 – 9 mm.
- Crepis conyzifolia (Gouan) D.Torre - Radichiella maggiore: le squame dell'involucro sono provviste di peli irsuti; i fiori ligulati sono lunghi 18 – 21 mm; le foglie cauline sono amplessicauli.
- Crepis pontana (L.) D. Torre - Radichiella subalpina: la base delle foglie cauline è cuoriforme con lobi arrotondati; i fiori ligulati periferici sono lunghi 25 mm; il frutto achenio è lungo 10–12 mm; le foglie cauline sono amplessicauli.
- Crepis albida Vill. - Radichiella iberica: le foglie cauline sono sessili (non amplessicauli); gli acheni sono lunghi 9 – 18 mm.
- Crepis chondrilloides Jacq. - Radichiella del Carso: le foglie sono pennatifide con numerosi segmenti laterali larghi 1 – 2 mm.

### Sinonimi
Sono elencati alcuni sinonimi per questa entità:
- Andryala chondrilloides (Jacq.) Scop.
- Barkhausia chondrilloides  (Jacq.) Bluff & Fingerh.
- Berinia andryaloides  Brign.
- Berinia chondrilloides  Siebold ex Sch.Bip.
- Brachyderea chondrilloides  Sch.Bip. ex Nyman
- Crepis adonis  Spreng.
- Crepis foeniculacea  Froel.
- Hieracium foeniculaceum  Ambrosi
- Hieracium pinnatifidum  Vuk.
- Hieracium tauschii  E.H.L.Krause
- Wibelia chondrilloides  Hoppe & Hornsch.

## Altre notizie
La crepide falsa condrilla in altre lingue è chiamata nei seguenti modi:
- (DE)  Frenchelblättriger Pippau
- (FR)  Crépide fausse chondrille